# أندي كارتر (لاعب كرة قاعدة)
أندي كارتر (بالإنجليزية: Andy Carter)‏ هو لاعب كرة قاعدة أمريكي، ولد في 9 نوفمبر 1968 في فيلادلفيا في الولايات المتحدة.